# Chromstahlblechverfahren

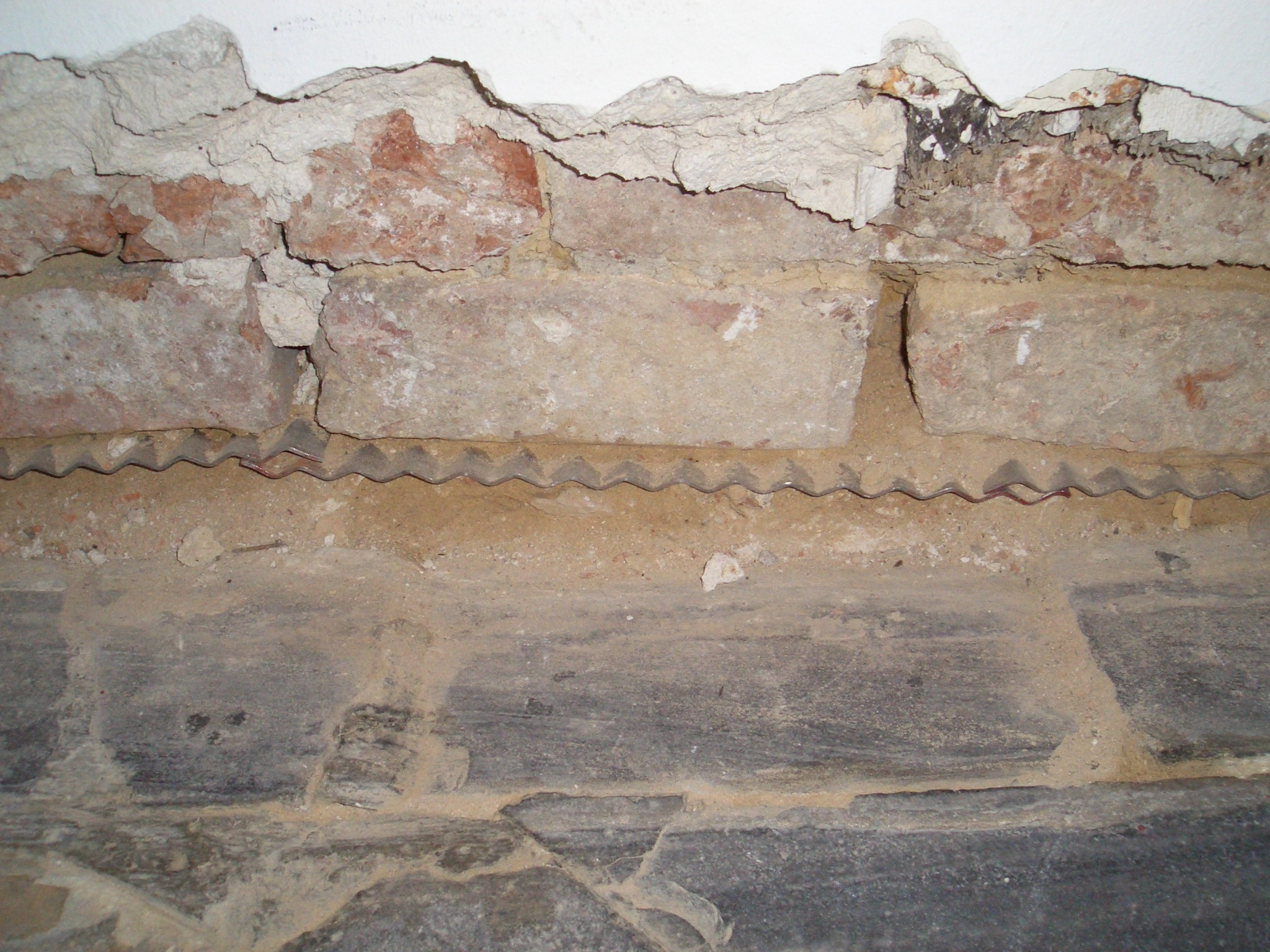
Mauer mit eingebauter Sperre

Das Chromstahlblechverfahren dichtet Mauern nachträglich gegen aufsteigende Feuchtigkeit.
Es wurde 1975 von Haböck und Weinzierl entwickelt und wird daher auch HW Verfahren genannt. 
Beim Chromstahlblechverfahren werden gewellte rostfreie Bleche überlappend in eine Lagerfuge des Mauerwerks gerammt und somit ein weiteres Vordringen der Feuchtigkeit im Mauerwerk verhindert. Das Chromstahlblechverfahren hat den Vorteil, dass das Trennen und Abdichten in einem Arbeitsgang durchgeführt wird, ohne die Mauer zu öffnen. Die spitzen Edelstahlplatten werden mit Presslufthämmern mit einem Eigengewicht von 20 kg bis 40 kg und einer Schlagfrequenz von 1100 bis 1450 Schläge/min. durch die Mauerfuge oder auch durch den Ziegel getrieben, ohne den Kraftfluss in der Mauer zu unterbrechen. 
Ein Absetzen der Mauer und Bildung von Setzungsrissen ist nicht möglich, da beim Einschlagen der Platten das Mörtelband um 10–20 % verdichtet wird. Das Chromstahlblechverfahren ist seit etwa 30 Jahren im Einsatz und hat sich gut bewährt. Die zu Anfang oft geäußerten Befürchtungen hinsichtlich der Standfestigkeit der Gebäude haben sich nicht bestätigt.